# Alexander Vyssotsky

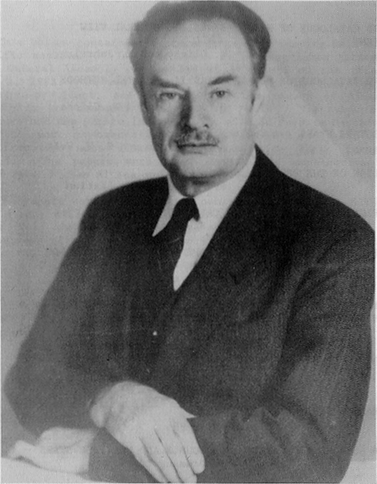

Alexander Nikolayevich Vyssotsky (Александр Николаевич Высоцкий, ur. 23 maja 1888 w Moskwie, zm. 31 grudnia 1973 w Winter Park, Floryda) – amerykański astronom rosyjskiego pochodzenia. 

## Życiorys
Przez 35 lat pracował w McCormick Observatory przy University of Virginia w Charlottesville. W 1929 roku ożenił się z Emmą Williams (również astronomem). Planetoida (1600) Vyssotsky została nazwana imieniem jego żony. 
Ich syn Victor Vyssotsky został matematykiem.